# ArtEZ Art & Design Zwolle

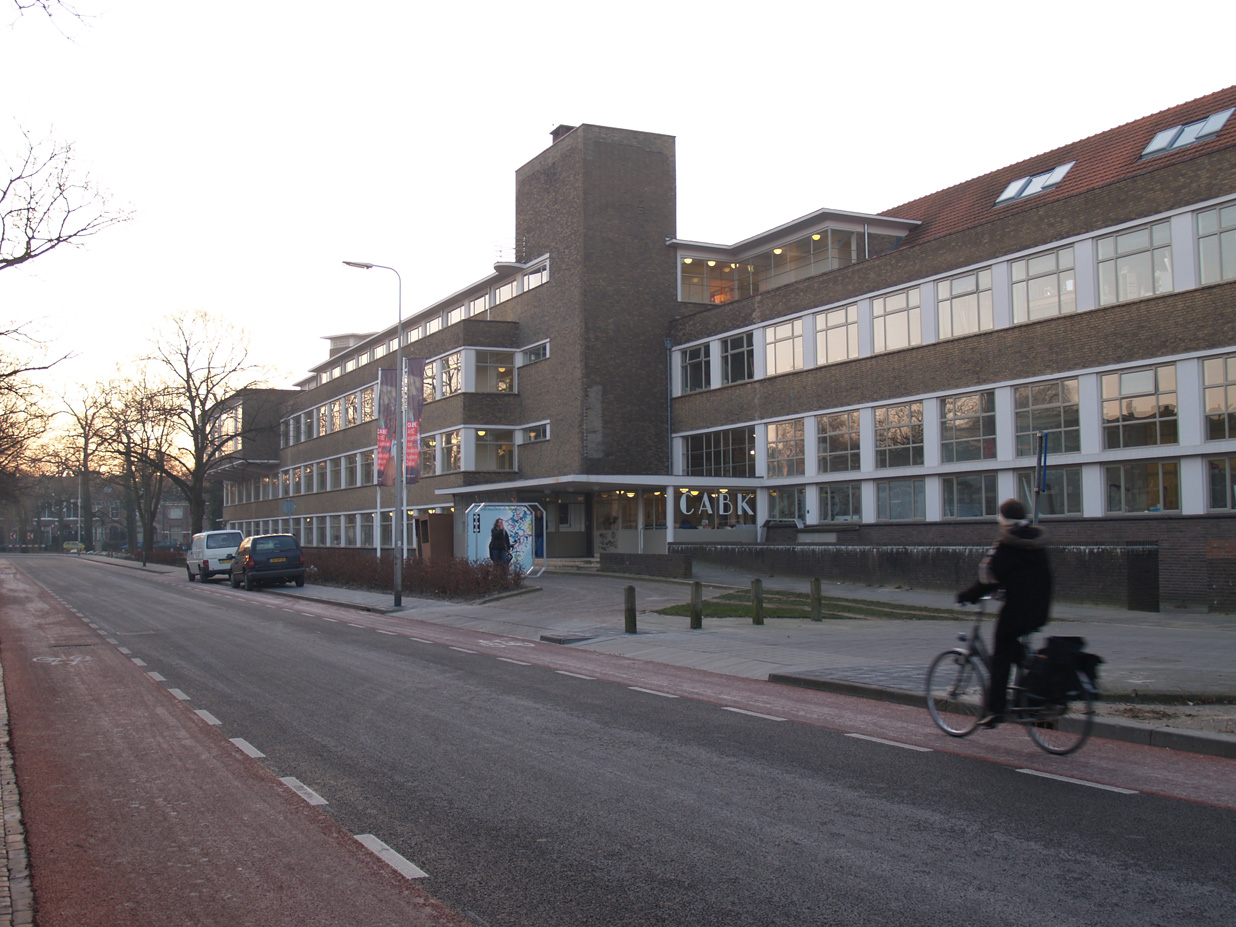
ArtEZ Art & Design Zwolle

Art & Design Zwolle ist die jüngste Namensgebung der Kunstakademie von Zwolle. Ihr Name zuvor lautete ArtEZ Christliche Akademie für Bildende Künste in Zwolle (Christelijke Academie voor Beeldende Kunsten). Es ist Teil der ArtEZ Fakultät für Kunst & Design, welche auch die Filialen in Enschede und Arnhem umfasst.

## Die Akademie
Bevor die Fusion im Jahr 2002 erfolgte, die zur Entstehung der heutigen Kunstakademie führte, hieß sie Christelijke Academie voor Beeldende Kunsten (CABK)  und war, 1986 bis zur Fusion 2002, ein Teil der Hogeschool voor de Kunsten Constantijn Huygens.
Im Winter 2003/2004 zog die Akademie aus ihren bisherigen Räumlichkeiten, einer ehemaligen Kaserne (Van Heutzkazerne) in Kampen, in ein ehemaliges Krankenhaus (Sophia-ziekenhuis) des benachbarten Zwolle. Später kamen drei weitere Gebäude in der Nachbarschaft dazu.
Die Lehrkräfte werden immer auf Teilzeitbasis bestellt und haben grundsätzlich neben ihrer Dozententätigkeit ein Einkommen außerhalb der Schule. Dies zumeist in Berufen oder freien Tätigkeiten der Kreativwirtschaft.

## Bekannte Alumni
- Florentijn Hofman
- Rob Voerman
- Robert Zandvliet
- Anneke Wilbrink